# Parrish (Alabama)
Parrish é uma cidade  localizada no estado americano de Alabama, no Condado de Walker.

## Demografia
Segundo o censo americano de 2000, a sua população era de 1268 habitantes.
Em 2006, foi estimada uma população de 1261, um decréscimo de 7 (-0.6%).

## Geografia
De acordo com o United States Census Bureau, a localidade tem uma área de 5,4 km², sem área coberta por água. Parrish localiza-se a aproximadamente 142 m acima do nível do mar.

## Localidades na vizinhança
O diagrama seguinte representa as localidades num raio de 24 km ao redor de Parrish.